# Independence Day (film, 1996)
Pour les articles homonymes, voir Independence Day.
Série
Independence Day: Resurgence
(2016)
Pour plus de détails, voir Fiche technique et Distribution.
Independence Day : Le Jour de la riposte ou Le Jour de l'indépendance au Québec (parfois abrégé ID4) (Independence Day) est un film de science-fiction américain réalisé par Roland Emmerich, sorti en 1996.
Il raconte l'invasion d'extraterrestres venus piller les ressources de la Terre, devant lesquels des groupes d'individus et de familles fuient et convergent vers le désert du Nevada. Avec le reste de la population américaine, ils espèrent participer à une bataille de la dernière chance pour la survie de l'espèce humaine. Symboliquement cette bataille a lieu le 4 juillet, le jour de la fête nationale américaine.
Le film a reçu des critiques mitigées, mais est devenu un succès commercial majeur au box-office, rapportant plus de 817,4 millions de dollars dans le monde entier sur un budget de production de 75 millions de dollars. Il est devenu le film le plus rentable de l’année (1996) avec près de 70 millions d'entrées vendues sur le sol américain. Le film a remporté l’Oscar des meilleurs effets visuels.
Une suite, Independence Day: Resurgence, est sortie en 2016.

## Synopsis
En 1996, un radiotélescope du programme SETI capte des ondes émises par un vaisseau extraterrestre démesuré qui s'est immobilisé en orbite géostationnaire lointaine. Le Pentagone, averti de cette présence, décide de garder le secret sur cette découverte. Peu de temps après, de gigantesques vaisseaux spatiaux entrent dans l'atmosphère puis prennent lentement position au-dessus de diverses mégapoles mondiales. À Washington, le président des États-Unis Thomas J. Whitmore (Bill Pullman) s'interroge sur la conduite à tenir.
David Levinson (Jeff Goldblum) est analyste informaticien. Il découvre qu'un signal provenant du vaisseau extraterrestre et capté par un radiotélescope joue le rôle d'un compte à rebours. Il décide d'en informer en haut lieu en prenant contact avec son ex-femme Constance Spano qui est conseillère à la Maison-Blanche. Le président décide alors l'évacuation générale, mais il est trop tard : de chacun des vaisseaux surgit un rayon surpuissant qui détruit instantanément les buildings et tous leurs environs. Le lendemain, les lieux visés ne sont plus que ruines et désolation. Le nombre de victimes est très lourd.
Steven Hiller (Will Smith) est capitaine de l'US Marine Corps (USMC). Avec les quelques survivants, le président Whitmore, qui a échappé de justesse à la destruction de la capitale à bord d'Air Force One, décide d'organiser la riposte. Une première attaque aérienne massive est lancée sur les vaisseaux, mais aussitôt le combat engagé, les pilotes humains constatent que leur armement ne peut percer le bouclier énergétique qui entoure ceux-ci. Écrasés sous le nombre des chasseurs sortis des vaisseaux envahisseurs — et équipés eux aussi de boucliers infranchissables — les avions sont abattus les uns après les autres, à l'exception de celui du capitaine Steven Hiller, qui parvient à mener son adversaire dans un dédale rocheux avant de l'aveugler avec sa toile de parachute et de le faire s'écraser.
Hiller se retrouve dans le désert du comté de Lincoln, au sud-est du Nevada, en compagnie de l'extraterrestre qu'il a assommé et qu'il traîne derrière lui. Il est rejoint un peu plus tard par un convoi de caravanes tractées par des personnes ayant échappé à l'anéantissement, et qu'il va guider vers la Zone 51.
Dans les ruines de Los Angeles, Jasmine Dubrow, compagne de Steven Hiller ayant survécu à l'anéantissement avec son fils Dylan, parvient à dégager plusieurs survivants des décombres, parmi lesquels la Première dame des États-Unis, Marilyn Whitmore, dont l'hélicoptère s'est écrasé peu de temps après le début de la destruction de la ville.
Thomas Whitmore se rend dans la Zone 51. Il y apprend alors que ce n'est pas la première fois que les Humains se trouvent confrontés à ces extraterrestres : un chasseur extraterrestre s'est en effet écrasé en 1947 aux alentours de Roswell et a été récupéré dans la plus grande discrétion par l'US Air Force.
Dans le laboratoire médical de la Zone 51, des scientifiques entament l'ouverture de la combinaison biomécanique de l'extraterrestre capturé par Steven Hiller, toujours inconscient et tenu pour mort, mais l'opération se transforme en désastre, car l'extraterrestre se réveille soudain et tue les scientifiques présents par télépathie. Après une tentative de négociation infructueuse, l'extraterrestre est abattu alors qu'il tente de tuer le président américain.
Ce dernier ayant perçu quelques bribes du passé et des intentions belliqueuses de l'espèce extraterrestre, il décide d'utiliser l'arme nucléaire pour détruire le vaisseau au-dessus de Houston, mais une fois l'explosion dissipée, l'euphorie s'évanouit aussi vite qu'elle est apparue : le vaisseau protégé par son bouclier énergétique est toujours intact.
Désemparés, les rescapés ne savent plus quelle piste explorer jusqu'à ce que David Levinson, sous le coup d'une rude gueule de bois et avec l'aide de son père Julius Levinson, ait une soudaine inspiration. L'idée, à la fois d'une simplicité folle et d'une audace sans précédent, consiste à implanter dans le système informatique du vaisseau-mère en orbite terrestre un virus informatique qui désactivera par signal satellite les boucliers de tous les vaisseaux extraterrestres.
Steven Hiller et David Levinson se portent volontaires pour piloter le chasseur extraterrestre détenu dans la Zone 51 et réparé par les scientifiques afin d'accéder au vaisseau-mère pour y implanter le virus. Sur Terre, la contre-offensive planétaire est lancée le 4 juillet, et Thomas Whitmore la mène personnellement à bord de son F-18, tandis que le virus de David Levinson désactive les boucliers de tous les vaisseaux. Cependant, la trop faible puissance des missiles air-air ne permet pas de détruire ceux-ci, d'autant plus que les chasseurs extraterrestres se lancent dans la bataille pour protéger les vaisseaux-mère.
Alors qu'un vaisseau est sur le point d'émettre son rayon destructeur sur la Zone 51, le pilote Russell Casse, qui ne peut tirer son dernier missile, bloqué, se sacrifie en lançant son F-18 dans l'émetteur du rayon. Les dégâts infligés à son arme principale entraînent une réaction en chaîne destructrice dans tout le vaisseau, qui s'écrase.
Pendant ce temps, leur chasseur extraterrestre bloqué dans le vaisseau-mère, Steven Hiller et David Levinson tentent le tout pour le tout. Après avoir tiré un missile pourvu d'une ogive nucléaire de très forte puissance qui s'est fiché dans la structure du vaisseau, ils parviennent à se délivrer du dispositif qui retenait leur chasseur et à quitter in extremis le vaisseau-mère avant que l'explosion nucléaire le désintègre.
Steven Hiller et David Levinson, qui se sont écrasés dans le désert à leur retour, sont rejoints par Thomas Whitmore et leurs épouses respectives et assistent à la chute de débris du vaisseau-mère.
Pendant ce temps, l'on voit l'euphorie des autochtones de chaque régions du globe avec des vues sur des monuments ou paysages célèbres (Kilimandjaro, pyramides de Gizeh...) ainsi que des vaisseaux Aliens en flammes qui se sont écrasés à côté.

## Fiche technique
Sauf indication contraire, les informations mentionnées dans cette section peuvent être confirmées par les bases de données cinématographiques IMDb et Allociné,  présentes dans la section « Liens externes ».
- Titre original : Independence Day
- Titre français complet : Independence Day : Le Jour de la riposte[2]
- Titre québécois : Le Jour de l'indépendance[3]
- Réalisation : Roland Emmerich
- Scénario : Dean Devlin et Roland Emmerich
- Musique : David Arnold
- Direction artistique : William James Teegarden
- Décors : Oliver Scholl et Patrick Tatopoulos
- Costumes : Joseph A. Porro
- Photographie : Karl Walter Lindenlaub
- Son : Bob Beemer, Bill W. Benton, Chris Carpenter
- Montage : David Brenner
- Production : Dean Devlin
  - Production déléguée : Roland Emmerich, Ute Emmerich et William Fay
  - Production associée : Peter Winther
- Sociétés de production : Centropolis Entertainment, présenté par Twentieth Century Fox
- Sociétés de distribution : Twentieth Century Fox (États-Unis) ; UGC Fox Distribution (France)
- Budget : 75 millions de $[4],[5],[6]
- Pays de production :  États-Unis
- Langue originale : anglais
- Format : couleur (DeLuxe)
  - version 35 mm — 2,39:1 (CinemaScope / Panavision) — son : DTS / Dolby Digital / SDDS / DTS (DTS: X)
  - version 70 mm — 2,20:1 (Panavision 70) — son : DTS 70 mm
- Genre : science-fiction, action, aventure, thriller
- Durée : 145 minutes ; 154 minutes (version longue)
- Dates de sortie[2] :
  - États-Unis : 26 juin 1996 (première mondiale à Hollywood, Californie)[7], 3 juillet 1996 (sortie nationale)
  - France : 2 octobre 1996[8]
  - Belgique : 9 octobre 1996[9]
  - Québec : 2 juillet 1996[3]
- Classification :
  - États-Unis : accord parental recommandé, film déconseillé aux moins de 13 ans (PG-13 - Parents Strongly Cautioned)[N 1]
  - France : tous publics[10]
  - Belgique : tous publics (Alle Leeftijden)[9]
  - Québec : 13 ans et plus (13+ / 13 years and over)[3]

## Distribution
- Jeff Goldblum (VF : Bernard Lanneau ; VQ : Luis de Cespedes) : David Levinson
- Will Smith (VF : Serge Faliu[N 2] ; VQ : Pierre Auger) : capitaine Steven « Steve » Hiller
- Bill Pullman (VF : Robert Guilmard ; VQ : Daniel Picard) : Président Thomas J. Whitmore
- Margaret Colin (VF : Dominique Westberg ; VQ : Madeleine Arsenault) : Constance « Connie » Spano
- Randy Quaid (VF : Gilbert Lévy ; VQ : Marc Bellier) : pilote Russell Casse
- Mary McDonnell (VF : Céline Monsarrat ; VQ : Danièle Panneton) : Première dame Marilyn Whitmore
- Judd Hirsch (VF : Michel Fortin ; VQ : Jean Fontaine) : Julius Levinson, le père de David
- Vivica A. Fox (VF : Annie Milon ; VQ : Linda Roy) : Jasmine Dubrow
- Robert Loggia (VF : Léon Dony ; VQ : Ronald France) : général William M. Grey, Commandant du Corps des Marines
- James Rebhorn (VF : Jean-Pierre Leroux ; VQ : Vincent Davy) : Albert Nimziki, Secrétaire à la Défense
- Harvey Fierstein (VF : Jacques Frantz ; VQ : Normand Lévesque) : Marty Gilbert
- Adam Baldwin (VF : Guillaume Orsat ; VQ : Jean-Luc Montminy) : Major Mitchell
- Brent Spiner (VF : Michel Papineschi ; VQ : Jean-Marie Moncelet) : Dr Brackish Okun
- James Duval (VF : Emmanuel Garijo) : Miguel Casse
- Lisa Jakub (VQ : Caroline Dhavernas) : Alicia Casse
- Giuseppe Andrews : Troy Casse
- Ross Bagley (VQ : Lawrence Arcouette) : Dylan Dubrow
- Bill Smitrovich : lieutenant-colonel Watson
- Mae Whitman (VF : Kelly Marot) : Patricia Whitmore
- Harry Connick Jr. (VF : Olivier Cuvellier ; VQ : Bernard Fortin) : capitaine Jimmy Widler
- Kiersten Warren (VF : Natacha Muller) : Tiffany
- John Storey : Dr Issacs
- Frank Novak (en) : Teddy
- Devon Gummersall : Philip
- Mirron E. Willis : Dean, assistant présidentiel
- Ross Lacy (VF : Mathias Kozlowski) : Roy, assistant présidentiel
- David Pressman (nl) (VF : Maurice Decoster) : Alex, assistant présidentiel personnel de Whitmore
- Robert Pine (VF : Joseph Falcucci) : Glenn Parness, chef de cabinet de la Maison-Blanche
- Barbara Beck (VF : Catherine Privat) : Monica Soloway, journaliste TV à bord de l'hélicoptère
- John Bradley (VF : Gabriel Le Doze) : Lucas
- Jon Matthews (VF : Georges Caudron) : Thomson, soldat en Irak
- Jim Piddock (VF : Gabriel Le Doze) : Reginald, chef soldat en Irak
- Raphael Sbarge (VF : Maurice Decoster) : technicien en chef
- Dan Lauria (VF : Achille Orsoni) : commandant
- Leland Orser : assistant médical #1
- Carlos Lacámara (en) (VF : Vincent Ropion) : opérateur radar
- Jay Acovone (VF : Philippe Vincent) : sergent de garde à l'entrée de la Zone 51
- Derek Webster (VF : Jean-François Vlérick) : pilote de l'hélicoptère « Comité d'accueil »
- Jeff Phillips (VF : Philippe Vincent) : pilote du bombardier Northrop B-2 Spirit
- Andrew Keegan (VQ : Martin Watier) : garçon plus âgé
- Morton Kondracke (en) (VF : Jérôme Keen) : lui-même

Sources et légende : version française (VF) sur Allodoublage et Voxofilm ; version québécoise (VQ) sur Doublage.qc.ca

## Production

### Développement
Roland Emmerich et Dean Devlin ont l'idée du film lors de la promotion de Stargate, la porte des étoiles, imaginant l'impact qu'aurait l'arrivée de gigantesques vaisseaux extra-terrestres à travers le monde. Ils écrivent le scénario en 30 jours et le soumettent aux studios, dont Fox qui achète le projet et accepte de le financer pour un budget de 69,5 millions de dollars. Emmerich et Devlin comptent finir le film avant Mars Attacks! de Tim Burton, qui parodie le genre et devait sortir en août 1996 aux États-Unis. Le titre du film, Independence Day, est donc choisi pour fixer une sortie le 4 juillet, date de la fête nationale américaine.

### Choix des interprètes
Kevin Spacey est envisagé pour le rôle du président Whitmore, qui revient finalement à Bill Pullman. Le personnage est modifié en conséquence, pour le rendre bien intentionné dès le début du film. Le studio est très réticent que Will Smith joue le pilote, car l'acteur n'est pas assez connu à l'international. Pour imposer son choix, Emmerich menace d'amener le projet à Universal.

### Tournage
Sauf indication contraire, les informations mentionnées dans cette section peuvent être confirmées par la base de données cinématographiques IMDb,  présente dans la section « Liens externes ».
Le film a été tourné :
- Aux États-Unis :
  - À Bonneville Salt Flats, Skull Valley, Lake Point (en) et Tooele dans l'Utah
  - À Quartzsite et dans le désert des Mojaves en Arizona
  - À White Sands et au Karl G. Jansky Very Large Array dans le Nouveau-Mexique
  - À Pittsburgh et Philadelphie en Pennsylvanie
  - À Blue Ridge en Géorgie
  - À Rachel au Nevada
  - À Grants Pass dans l'Oregon
  - À Washington (district de Columbia)
  - À West New York dans le New Jersey
  - À Los Angeles, Santa Clarita, Fontana et Windsor en Californie
  - À Colorado Springs dans le Colorado
  - À Michigan City dans l'Indiana
  - À Dallas au Texas
  - À New York
- À Stockholm en Suède
- À Reykjavik en Islande
- Devant les pyramides de Gizeh en Égypte
- Devant le Kilimandjaro en Tanzanie
- À Sydney en Australie

Roland Emmerich encourage les acteurs à improviser des répliques non prévues par le scénario. C'est notamment le cas de la scène où Will Smith traverse le désert de sel. Pour donner de la spontanéité au discours du président, Bill Pullman s'inspire de celui de Robert Kennedy à la suite de l'assassinat de Martin Luther King.

### Post-production
La fin d'origine montrait Russell Casse détruire le vaisseau ennemi à bord de son biplan, le pilote ayant été rejeté par les militaires avant la bataille. À la suite de la réaction hilare du public lors d'une projection-test, la fin fut modifiée peu avant la sortie du film pour que le personnage combatte dans un F-18.

## Musique
Sauf indication contraire, les informations mentionnées dans cette section peuvent être confirmées par le générique de fin de l'œuvre audiovisuelle présentée ici, ainsi que par la base de données cinématographiques IMDb,  présente dans la section « Liens externes ».
- It's the End of the World as We Know It (And I Feel Fine) (en) par R.E.M. de 1987 (dans la station d'observation du programme SETI, l'employé de garde s'entraîne au golf sur son tapis de putting).
- Oh Vicky par Bill Elliott (en) (David Levinson et son père Julius jouent une partie d'échecs).
- About You par Greta.
- Rumble par Link Wray de 1958 (au comptoir du diner, Russell, ivre, subit les railleries de autres clients, il se lève pour sortir, la terre tremble, tous sont pétrifiés par ce qu'ils voient).
- Boom Boom Booty par U.P.F.
- Stand By par Sophie Zelmani de 1995.
- Live It Cool par Lydia Rhodes de 1991.

### Bande originale
La musique originale est composée par David Arnold, qui avait déjà collaboré avec Roland Emmerich sur Stargate, la porte des étoiles. Arnold fait appel à son fidèle orchestrateur Nicholas Dodd pour diriger l'orchestre de 90 musiciens accompagné d'un chœur de 46 personnes. L'album d'origine comprend 14 pistes pour 50 minutes de musique :
- 1969 - We Came In Peace, durée : 2 min 4 s.
- S.E.T.I. - Radio Signal, durée : 1 min 52 s.
- The Darkest Day, durée : 4 min 12 s.
- Canceled Leave, durée : 1 min 46 s.
- Evacuation, durée : 5 min 48 s.
- Fire Storm, durée : 1 min 23 s.
- Aftermath, durée : 3 min 36 s.
- Base Attack, durée : 6 min 11 s.
- El Toro Destroyed, durée : 1 min 32 s.
- International Code, durée : 1 min 32 s.
- The President's Speech, durée : 3 min 11 s.
- The Day We Fight Back, durée : 4 min 58 s.
- Jolly Roger, durée : 3 min 17 s.
- End Titles, durée : 9 min 9 s.

## Accueil

### Accueil critique
Sur l'agrégateur américain Rotten Tomatoes, le film récolte 65 % d'opinions favorables pour 71 critiques. Sur Metacritic, il obtient une note moyenne de 59⁄100 pour 19 critiques.
En France, le site Allociné propose une note moyenne de 2,4⁄5 à partir de l'interprétation de critiques provenant 5 titres de presse.
Le film a reçu une très mauvaise critique de la part des journaux français. Ainsi, Vincent Remy, dans sa critique de Télérama, voit dans le film « une monumentale connerie, recyclage ranci d'Alien, Rencontres du troisième type, et autre Croisière du Poséidon. » Jean-Luc Wachthausen dans Le Figaro, résumait le film en « deux heures vingt minutes de trucages, d’images de synthèse, de combats gigantesques qui renvoient La Guerre des étoiles ou Top Gun au rang de charmants gadgets » et Yann Tobin dans Positif jugeait que « La niaiserie du scénario n’a d’égale que sa valeur symbolique et sociologique, dans sa culture du politiquement correct. »

### Box-office
Le film a rapporté 817 400 891 $, une performance qui l'inscrit parmi les plus gros succès du box-office mondial.
| Pays ou région | Box-office        | Date d'arrêt du box-office | Nombre de semaines |
| -------------- | ----------------- | -------------------------- | ------------------ |
| États-Unis     | 306 169 268 $     | 12 janvier 1997            | 27                 |
| France         | 5 656 991 entrées | 12 novembre 1996           | 6                  |
| Total mondial  | 817 400 891 $     | n/a                        | n/a                |

### Ressortie
Le film ressort en 2010 dans une version longue « édition spéciale » contenant 8 minutes de scènes supplémentaires.

## Distinctions
Source : Internet Movie Database et Allociné

### Distinctions1996
| Distinctions 1996 du film Independence Day | Distinctions 1996 du film Independence Day                                                | Distinctions 1996 du film Independence Day               | Distinctions 1996 du film Independence Day | Distinctions 1996 du film Independence Day |
| Évènements                                 | Catégorie / Récompense                                                                    | Nommé(es) / Lauréat(es)                                  | Résultats                                  |                                            |
| ------------------------------------------ | ----------------------------------------------------------------------------------------- | -------------------------------------------------------- | ------------------------------------------ | ------------------------------------------ |
| Awards Circuit Community Awards            | ACCA du meilleur son                                                                      | Independence Day                                         | Lauréat                                    |                                            |
| Awards Circuit Community Awards            | ACCA des meilleurs effets visuels                                                         | Independence Day                                         | Lauréat                                    |                                            |
| Awards Circuit Community Awards            | Meilleur montage                                                                          | David Brenner                                            | Nomination                                 |                                            |
| Goldene Leinwand                           | Écran d'or                                                                                | Independence Day                                         | Lauréat                                    |                                            |
| Goldene Leinwand                           | Écran d'or avec 1 étoile                                                                  | Independence Day                                         | Lauréat                                    |                                            |
| Goldene Leinwand                           | Écran d'or avec 2 étoiles                                                                 | Independence Day                                         | Lauréat                                    |                                            |
| Sci-Fi Universe Magazine                   | Universe Reader's Choice Award du meilleur film de science-fiction                        | Independence Day                                         | Lauréat                                    |                                            |
| Sci-Fi Universe Magazine                   | Universe Reader's Choice Award du meilleur réalisateur                                    | Roland Emmerich                                          | Lauréat                                    |                                            |
| Sci-Fi Universe Magazine                   | Universe Reader's Choice Award du meilleur scénario                                       | Dean Devlin et Roland Emmerich                           | Lauréat                                    |                                            |
| Sci-Fi Universe Magazine                   | Universe Reader's Choice Award du meilleur acteur                                         | Will Smith                                               | Lauréat                                    |                                            |
| Sci-Fi Universe Magazine                   | Universe Reader's Choice Award de la meilleure actrice dans un second rôle                | Vivica A. Fox                                            | Lauréat                                    |                                            |
| Sci-Fi Universe Magazine                   | Universe Reader's Choice Award de la meilleure photographie                               | Karl Walter Lindenlaub                                   | Lauréat                                    |                                            |
| Sci-Fi Universe Magazine                   | Universe Reader's Choice Award de la meilleure musique de film                            | David Arnold                                             | Lauréat                                    |                                            |
| Sci-Fi Universe Magazine                   | Universe Reader's Choice Award des meilleurs effets spéciaux                              | Volker Engel, Clay Pinney, Douglas Smith et Joe Viskocil | Lauréat                                    |                                            |
| The Stinkers Bad Movie Awards              | Pire film                                                                                 | Independence Day                                         | Nomination                                 |                                            |
| The Stinkers Bad Movie Awards              | Pire scénario pour un film rapportant plus de 100 millions de dollars avec Hollywood Math | Dean Devlin et Roland Emmerich                           | Nomination                                 |                                            |

### Sélections 1996
- Festival du cinéma américain de Deauville 1996 : premières - hors compétition pour Roland Emmerich[31]

### Distinctions1997
| Distinctions 1997 du film Independence Day                           | Distinctions 1997 du film Independence Day                                                 | Distinctions 1997 du film Independence Day                                                              | Distinctions 1997 du film Independence Day | Distinctions 1997 du film Independence Day |
| Évènements                                                           | Catégorie / Récompense                                                                     | Nommé(es) / Lauréat(es)                                                                                 | Résultats                                  |                                            |
| -------------------------------------------------------------------- | ------------------------------------------------------------------------------------------ | --- | ------------------------------------------ | ------------------------------------------ |
| Academy of Science Fiction, Fantasy and Horror Films - Saturn Awards | Saturn Award du meilleur film de science-fiction                                           | Independence Day                                                                                        | Lauréat                                    |                                            |
| Academy of Science Fiction, Fantasy and Horror Films - Saturn Awards | Saturn Award de la meilleure réalisation                                                   | Roland Emmerich                                                                                         | Lauréat                                    |                                            |
| Academy of Science Fiction, Fantasy and Horror Films - Saturn Awards | Saturn Award des meilleurs effets spéciaux                                                 | Volker Engel, Clay Pinney, Douglas Smith et Joe Viskocil                                                | Lauréat                                    |                                            |
| Academy of Science Fiction, Fantasy and Horror Films - Saturn Awards | Meilleur acteur                                                                            | Jeff Goldblum                                                                                           | Nomination                                 |                                            |
| Academy of Science Fiction, Fantasy and Horror Films - Saturn Awards | Meilleur acteur                                                                            | Will Smith                                                                                              | Nomination                                 |                                            |
| Academy of Science Fiction, Fantasy and Horror Films - Saturn Awards | Meilleur acteur dans un second rôle                                                        | Brent Spiner                                                                                            | Nomination                                 |                                            |
| Academy of Science Fiction, Fantasy and Horror Films - Saturn Awards | Meilleure actrice dans un second rôle                                                      | Vivica A. Fox                                                                                           | Nomination                                 |                                            |
| Academy of Science Fiction, Fantasy and Horror Films - Saturn Awards | Meilleur(e) jeune acteur ou actrice                                                        | James Duval                                                                                             | Nomination                                 |                                            |
| Academy of Science Fiction, Fantasy and Horror Films - Saturn Awards | Meilleur scénario                                                                          | Dean Devlin et Roland Emmerich                                                                          | Nomination                                 |                                            |
| Academy of Science Fiction, Fantasy and Horror Films - Saturn Awards | Meilleurs costumes                                                                         | Joseph A. Porro                                                                                         | Nomination                                 |                                            |
| Academy of Science Fiction, Fantasy and Horror Films - Saturn Awards | Meilleure musique                                                                          | David Arnold                                                                                            | Nomination                                 |                                            |
| Awards of the Japanese Academy                                       | Meilleur film étranger                                                                     | Independence Day                                                                                        | Nomination                                 |                                            |
| BAFTA Awards                                                         | Meilleur son                                                                               | Bob Beemer, Bill W. Benton, Chris Carpenter, Sandy Gendler, Val Kuklowsky et Jeff Wexler                | Nomination                                 |                                            |
| BAFTA Awards                                                         | Meilleurs effets visuels                                                                   | Tricia Henry Ashford, Volker Engel, Clay Pinney, Douglas Smith et Joe Viskocil                          | Nomination                                 |                                            |
| Blockbuster Entertainment Awards                                     | Acteur préféré dans un film science-fiction                                                | Will Smith                                                                                              | Lauréat                                    |                                            |
| BMI Film and TV Awards                                               | Prix BMI de la meilleure musique de film                                                   | David Arnold                                                                                            | Lauréat                                    |                                            |
| Cinema Audio Society                                                 | Meilleur mixage sonore pour un long métrage                                                | Bob Beemer, Bill W. Benton, Chris Carpenter et Jeff Wexler                                              | Nomination                                 |                                            |
| Grammy Awards                                                        | Grammy de la meilleure composition instrumentale écrite pour un film ou pour la télévision | David Arnold                                                                                            | Lauréat                                    |                                            |
| ICG Publicists Awards                                                | Maxwell Weinberg Award du meilleur film                                                    | 20th Century Fox Publicity                                                                              | Lauréat                                    |                                            |
| International Monitor Awards                                         | Sorties en salles - Meilleurs effets visuels électroniques                                 | Andrea D'Amico, Jennifer German, Greg Kimble, Kenneth Littleton, Lawrence Littleton et Michael Peterson | Lauréat                                    |                                            |
| Jupiter Awards                                                       | Meilleur film international                                                                | Roland Emmerich                                                                                         | Lauréat                                    |                                            |
| Jupiter Awards                                                       | Meilleur réalisateur international                                                         | Roland Emmerich                                                                                         | Lauréat                                    |                                            |
| Kids' Choice Awards                                                  | Blimp Award du film préféré                                                                | Independence Day                                                                                        | Lauréat                                    |                                            |
| Kids' Choice Awards                                                  | Acteur de cinéma préféré                                                                   | Will Smith                                                                                              | Nomination                                 |                                            |
| Lions tchèques                                                       | Prix au box-office                                                                         | Independence Day                                                                                        | Lauréat                                    |                                            |
| Motion Picture Sound Editors                                         | Meilleur montage son - Effects et bruitages, long métrage national                         | Mark R. La Pointe                                                                                       | Nomination                                 |                                            |
| Motion Picture Sound Editors                                         | Meilleur montage d'effets sonores et conception sonore                                     | Jonathan Miller                                                                                         | Nomination                                 |                                            |
| MTV Movie & TV Awards                                                | MTV Movie Award du meilleur film                                                           | Independence Day                                                                                        | Lauréat                                    |                                            |
| MTV Movie & TV Awards                                                | Meilleur acteur                                                                            | Will Smith                                                                                              | Nomination                                 |                                            |
| MTV Movie & TV Awards                                                | Meilleure révélation de l'année                                                            | Vivica A. Fox                                                                                           | Nomination                                 |                                            |
| MTV Movie & TV Awards                                                | Meilleur baiser                                                                            | Will Smith et Vivica A. Fox                                                                             | Nomination                                 |                                            |
| MTV Movie & TV Awards                                                | Meilleure scène d'action                                                                   | Pour les extraterrestres qui ont fait exploser New York, Los Angeles et Washington D.C.                 | Nomination                                 |                                            |
| Online Film and Television Association                               | Meilleur film de science-fiction / fantastique / d'horreur                                 | Dean Devlin                                                                                             | Nomination                                 |                                            |
| Online Film and Television Association                               | Meilleur acteur dans un film de science-fiction / fantaisie / d’horreur                    | Jeff Goldblum                                                                                           | Nomination                                 |                                            |
| Online Film and Television Association                               | Meilleur acteur dans un film de science-fiction / fantaisie / d’horreur                    | Bill Pullman                                                                                            | Nomination                                 |                                            |
| Online Film and Television Association                               | Meilleur acteur dans un film de science-fiction / fantaisie / d’horreur                    | Will Smith                                                                                              | Nomination                                 |                                            |
| Online Film and Television Association                               | Meilleur montage de film                                                                   | David Brenner                                                                                           | Nomination                                 |                                            |
| Online Film and Television Association                               | Meilleur mixage sonore                                                                     | Bob Beemer, Bill W. Benton, Chris Carpenter et Jeff Wexler                                              | Nomination                                 |                                            |
| Online Film and Television Association                               | Meilleur montage d'effets sonores                                                          | Sandy Gendler et Val Kuklowsky                                                                          | Nomination                                 |                                            |
| Online Film and Television Association                               | Meilleurs effets visuels                                                                   | Volker Engel, Clay Pinney, Douglas Smith et Joe Viskocil                                                | Nomination                                 |                                            |
| Oscars                                                               | Oscar des meilleurs effets spéciaux                                                        | Volker Engel, Clay Pinney, Douglas Smith et Joe Viskocil                                                | Lauréat                                    |                                            |
| Oscars                                                               | Meilleur mixage sonore                                                                     | Bill W. Benton, Bob Beemer, Chris Carpenter et Jeff Wexler                                              | Nomination                                 |                                            |
| People's Choice Awards                                               | Film dramatique préféré                                                                    | Independence Day                                                                                        | Lauréat                                    |                                            |
| Prix Amanda                                                          | Prix Amanda du meilleur long métrage étranger                                              | Roland Emmerich                                                                                         | Lauréat                                    |                                            |
| Prix Hugo                                                            | Meilleure présentation dramatique                                                          | Dean Devlin et Roland Emmerich                                                                          | Nomination                                 |                                            |
| Prix du film Mainichi                                                | Prix du choix des lecteurs du meilleur film en langue étrangère                            | Roland Emmerich                                                                                         | Lauréat                                    |                                            |
| Razzie Awards                                                        | Pire scénario pour un film ayant dépassé 100 millions de $ de recettes                     | Dean Devlin et Roland Emmerich                                                                          | Nomination                                 |                                            |
| Satellite Awards                                                     | Golden Satellite Award du meilleur montage                                                 | David Brenner                                                                                           | Lauréat                                    |                                            |
| Satellite Awards                                                     | Golden Satellite Award des meilleurs effets visuels                                        | Volker Engel et Douglas Smith                                                                           | Lauréat                                    |                                            |
| Yoga Awards                                                          | Pire réalisateur étranger                                                                  | Roland Emmerich                                                                                         | Lauréat                                    |                                            |
| Young Artist Awards                                                  | Meilleur acteur âgé de dix ans ou moins dans un long métrage                               | Ross Bagley                                                                                             | Nomination                                 |                                            |

### Nomination2011
- International Film Music Critics Association : meilleure version archivistique d'une partition existante pour David Arnold, Mark Banning, Didier Deutsch, M.V. Gerhard, Dan Goldwasser, Michael Matessino, Nick Redman et Matt Verboys

### Récompenses2017
- 20/20 Awards :
  - Félix des meilleurs effets visuels
  - Félix du meilleur son

## Analyse